# Mount Martin
Mount Martin är ett berg i Antarktis. Det ligger i Västantarktis. Argentina, Chile och Storbritannien gör anspråk på området. Toppen på Mount Martin är 1 510 meter över havet, eller 42 meter över den omgivande terrängen. Bredden vid basen är 3,6 km.
Terrängen runt Mount Martin är huvudsakligen kuperad, men åt nordost är den platt. Trakten är obefolkad. Det finns inga samhällen i närheten.